# Kathrin Fahlenbrach
Kathrin Fahlenbrach (* 1967) ist eine deutsche Medienwissenschaftlerin.

## Leben
Von 1988 bis 1995 studierte sie Germanistik, Theaterwissenschaft, Romanistik und allgemeine Literaturwissenschaft an der FU Berlin und Universität Siegen. Von 1996 bis 1998 war sie wissenschaftliche Mitarbeiterin im DFG‐Projekt "Das Literatursystem der DDR" am Institut für Medien und Kommunikationswissenschaften an der Martin-Luther-Universität Halle-Wittenberg. Von 1998 bis 2001 hatte sie ein Graduiertenstipendium des Landes Sachsen‐Anhalt. Nach der Promotion 2001 im Fach Medien‐ & Kommunikationswissenschaften zum Thema "Protestinszenierungen. Visuelle Kommunikation und kollektive Identitäten in Protestbewegungen" und der Habilitation im Juli 2008 Thema der Habilitationsschrift: "Audiovisuelle Metaphern. Zur Körper‐ und Affektästhetik in Film und Fernsehen." vertrat sie im Wintersemester 2010/2011 eine Professur für Theater-, Film- und Fernsehwissenschaft an der Universität zu Köln. Von 2000 bis 2009 war sie wissenschaftliche Mitarbeiterin und wissenschaftliche Assistentin (C1) am Institut für Medien und Kommunikationswissenschaften an der Martin-Luther-Universität Halle. Seit April 2011 lehrt sie als Professorin für Medienwissenschaft mit Schwerpunkt Film am Institut für Medien- und Kommunikation an der Universität Hamburg.
Ihre Schwerpunkte sind Ästhetik und Geschichte audiovisueller Medien, Körper- und Affektästhetik von Film und Fernsehen, kognitive Filmtheorie, Metaphern und Ikonen in der Medienkultur, transmediale Bildästhetik, Medienrituale, Medien und visuelle Kodes in Protestbewegungen und Bilder in der politischen Kommunikation.